# Plestiodon tetragrammus
Plestiodon tetragrammus е вид влечуго от семейство Сцинкови (Scincidae).

## Разпространение
Видът е разпространен в Мексико и САЩ.